# Felicia cymbalarioides
Felicia cymbalarioides là một loài thực vật có hoa trong họ Cúc. Loài này được (DC.) Grau mô tả khoa học lần đầu tiên vào năm 1973.